# ليو شياو (مبارز بالسيف)
ليو شياو (بالصينية: 刘晓) هو مبارز بالسيف صيني، ولد في 8 نوفمبر 1987.

## وصلات خارجية
- ليو شياو على موقع أوليمبيديا (الإنجليزية)
- ليو شياو على موقع اللجنة الأولمبية الصينية (الإنجليزية)